# Central hidroelèctrica de Sant Antoni
La Central hidroelèctrica de Sant Antoni, també coneguda com central de Rialp, és una central hidroelèctrica construïda per l'ajuntament de Rialp i que entrà en funcionament el 1958. Està situada al poble de Rialp, al Pallars Jussà; la central de Sant Antoni aprofita les aigües del torrent de Sant Antoni, afluent del Noguera Pallaresa i que drena la vall d'Àssua.

## Antecedents
La població de Rialp disposà d'una minicentral hidràulica construïda el 1924, situada on hi havia l'antic molí fariner del poble, conegut com la mola de Sall i que aprofitava les aigües del tram final del riu de Berasti. El 1957 l'empresa FECSA s'interessa per actualitzar la instal·lació, però el projecte fou desestimat i s'optà per rehabilitar una altra central hidroelèctrica més propera al cas urbà i que aprofitava les aigües del torrent de Sant Antoni.

## Descripció
La conca de captació és la vall d'Àssua. Els tres rius que la drenen, el barranc de Pamano el riu de Berasti i el riu de Caregue s'uneixen, formant el torrent de Sant Antoni. L'aigua és captada per un canal de derivació situat a la riba esquerra del torrent de Sant Antoni. Després d'un recorregut de 237 metres, va a parar a un dipòsit regulador, on uns filtres extreuen la fullaraca i altres elements, abans d'entrar a la cambra de càrrega, punt de sortida de les dues canonades forçades. El desnivell fins a les turbines és de 28 metres.
Quan la central entrà en funcionament només disposava d'una turbina Francis, i la producció d'energia elèctrica es destinava a l'enllumenat del poble de Rialp. Durant els anys seixanta l'Ajuntament de Rialp va aturar el funcionament de la minicentral. La central es va torna a posar en funcionament després de la riuada de 1982, per por de perdre els drets de la concessió de l'aigua, i a partir d'aquest moment l'Ajuntament passà a vendre l'electricitat produïda a la companyia FECSA. L'any 1994 es va construir una segona turbina, també Francis com la primera. Actualment, la turbina vella sempre està en funcionament i la segona depenent del cabal del riu. L'any 2017 la venda d'electricitat proporcionà a l'Ajuntament ingressos per valor de poc més de 70.000 €.
La turbina vella té una potència instal·lada de 200 kW i la nova de 100 kW.